# Tmarus homanni
Tmarus homanni là một loài nhện trong họ Thomisidae.
Loài này thuộc chi Tmarus. Tmarus homanni được Pater Chrysanthus miêu tả năm 1964.